# Partido judicial de Ferrol
El Partido judicial de Ferrol es uno de los 45 partidos judiciales en los que se divide la comunidad autónoma de Galicia, siendo el partido judicial n.º 3 de la provincia de La Coruña, y uno de  los 14 partidos judiciales de dicha provincia
Comprende los municipios de:
Ares, Cabañas, Capela, Fene, Ferrol, Mugardos, Narón, Neda, Puentes de García Rodríguez, San Saturnino, Somozas y Valdoviño.